# Pierre Taki
Masanori Taki (瀧 正則 Taki Masanori?,  Shizuoka, Prefectura de Shizuoka, Japón, 8 de abril de 1967), mejor conocido bajo su nombre artístico de Pierre Taki (ピエール瀧 Piēru Taki?), es un cantante y actor japonés. Taki es el líder del grupo techno Denki Groove, junto a Takkyu Ishino. En 2001, participó en una exhibición llamada Prince Tongha con Hideyuki Tanaka en la ciudad de Nueva York. También aparece frecuentemente como actor en el cine y televisión.

## Filmografía

### Películas
- Red Shadow (2001)
- 1980 (2003)
- Linda Linda Linda (2005)
- Lorelei: The Witch of the Pacific Ocean (2005)
- Sway (2006)
- Niji no Megami (2006)
- Yume Jūya (2007)
- Inu to Watashi no 10 no Yakusoku (2008)
- One Million Yen Girl (2008)
- Buta ga ita Kyōshitsu (2008)
- Rakugo Story (2010)
- Nobō no Shiro (2012)
- Kyōaku (2013) – Sudō
- Soshite Chichi ni Naru (2013)
- Kiseijū (2014)
- Shingeki no Kyojin (2015)
- Yakuza Apocalypse (2015)
- Nihon de Ichiban Warui Yatsura (2016)
- Shin Godzilla (2016)
- Ikari (2016)
- Fueled: The Man They Called Pirate (2016) – Fujimoto
- Outrage Coda (2017) – Shiroyama
- The Blood of Wolves (2018)
- Sunny/32 (2018)
- A Gambler's Odyssey 2020 (2019)
- Miyamoto (2019)
- Samurai Shifters (2019)
- Romance Doll (2020) – Kaoru Kubota
- Zokki (2021)
- September 1923 (2023) – Shinjirō Sunada
- Horizon (2024)

### Televisión
- Amachan (2013)
- Gunshi Kanbei (2014) – Hachisuka Koroku
- Toto Neechan (2016) – Sōkichi Morita
- Rikuō (2017)
- Idaten (2019) – Shinsaku Kurosaka
- Sanctuary (2023) – Enshō-oyakata
- House of Ninjas (2024) – Zensuke Omi
- Tokyo Swindlers (2024)

### Videojuegos
- Forbidden Siren 2 - Takeaki Misawa

### Doblaje
- Frozen - Olaf